# Danny Carvajal
Danny Gabriel Carvajal Rodríguez (* 8. Januar 1989 in San Ramón de Alajuela) ist ein costa-ricanischer Fußballtorhüter.

## Karriere

### Verein
Seinen ersten Vertrag unterschrieb er 2009 beim Brujas FC. Der Verein spielte in der höchsten Liga des Landes, der Liga de Fútbol de Primera División. Für den Verein absolvierte er 14 Erstligaspiele. 2011 wechselte er zum Ligakonkurrenten AD San Carlos. Für den Verein absolvierte er 63 Erstligaspiele. 2013 wechselte er zum Ligakonkurrenten CD Saprissa. Für den Verein absolvierte er 96 Erstligaspiele.
2017 wechselte er zu Albacete Balompié in die spanische Segunda División. 2018 wurde er an den japanischen Verein Tokushima Vortis ausgeliehen. Der Verein spielte in der zweithöchsten Liga des Landes, der J2 League. Im August 2018 wechselte er zum Ligakonkurrenten Mito HollyHock. 2019 wechselte er zum Ligakonkurrenten FC Ryūkyū. Am Ende der Saison 2022 belegte Ryūkyū den vorletzten Tabellenplatz und musste in die dritte Liga absteigen. Mit Beginn des Jahres 2024 spielte Carvajal wieder in der Heimat, erneut beim AD San Carlos.

### Nationalmannschaft
Im Jahr 2017 debütierte Carvajal für die costa-ricanische Fußballnationalmannschaft. Er hat insgesamt vier Länderspiele für Costa Rica bestritten.